# Nowyje Czukały (Czuwaszja)
Nowyje Czukały (ros. Новые Чукалы) – wieś (dieriewnia) w Rosji, w Czuwaszji, w rejonie szemurszyńskim. W 2010 liczyła 454 mieszkańców.